# アセス
アセス（Acess）は、佐藤製薬から発売されている歯肉炎・歯槽膿漏の治療薬（医薬品）。同社の登録商標（第1084296号ほか）。
ドイツ・マダウス社が開発した歯肉炎・歯槽膿漏治療薬の『PARODONTAX』を日本国内向けに処方した製品である。日本では1978年に佐藤製薬から発売。

## 製品ラインナップ
「アセス」シリーズの医薬品6アイテムは2012年4月にリスク区分が変更となり、【第2類医薬品】から【第3類医薬品】となった。
- アセス【第3類医薬品】 - シリーズの基幹製品。3種類の天然ハーブ（カミツレ・ラタニア・ミルラ）を配合した歯肉炎・歯槽膿漏薬。塩味で、研磨剤は配合されていない。サイズは60g、120g、180gの3サイズ。2011年12月にパッケージデザインをリニューアル。
- アセスL【第3類医薬品】 - 1989年発売。女性や若年層に向け、香味をライトなミント味に変えた歯肉炎・歯槽膿漏薬。サイズラインナップは「アセス」同様3サイズを設定する。2011年12月にパッケージデザインをリニューアル。
- アセスE【第3類医薬品】 - 2008年7月発売。3種類の天然ハーブに加え、血行促進作用のあるトコフェノール酢酸エステル（ビタミンE）をプラスし、フルーツミントフレーバーとした歯肉炎・歯槽膿漏薬。
- 薬用コートアセス【医薬部外品】 - 2003年11月発売。硝酸カリウムが神経をブロックすることで歯がシミるのを抑え、モロフルオロリン酸ナトリウム（フッ素）とアルジオキサを配合し、歯質強化と歯肉炎予防も同時に出来る知覚過敏予防ハミガキ。
- アセスジュニア【第3類医薬品】 - 1990年発売。小児の歯肉炎（歯ぐきのはれ・口臭など）の為に開発された小中学生用医薬品ハミガキ。配合成分は「アセス」と同じだが、香味はミント味で、パッケージデザインにサトちゃんが描かれている。
- アセス液【第3類医薬品】 - 1990年発売。希釈タイプのマウスウォッシュ。
- アセスメディクリーン【第3類医薬品】 - 2008年5月発売。殺菌剤不使用で低刺激とした医薬品のマウスウォッシュ。希釈不要。リスク区分の変更に合わせ、2012年4月にパッケージデザインをリニューアル。
- アセス歯ブラシ - 1979年発売。歯ぐきを傷つけないように毛先を丸めたナイロン毛を採用した歯ブラシ。
- アセス歯ブラシソフト - 1989年発売。「アセス歯ブラシ」のやわらかめタイプ。
- アセス歯ブラシS - 1982年発売。
- アセスジュニア歯ブラシ - 1992年発売。「アセス歯ブラシ」の小中学生用で、柄にはサトちゃんがデザインされている。なまえシール付。
- 内服用アセス（医薬品） - 1997年発売。「アセス錠」発売に伴い、製造終了。
- ミントアセス【医薬部外品】 - L-メントールが口臭を防ぐ薬用マウスケアフィルム。香料として、「アセス」に配合されている3種類の天然ハーブも配合されていた。製造終了。
- アセス錠【第3類医薬品】 - 塩化リゾチーム・ビタミンC・コハク酸トコフェノールカルシウムを配合した内服用の歯肉炎・歯槽膿漏薬。従来の「内服用アセス」よりも錠剤を小さくし、服用しやすくした。製造終了。

## CM出演者
- ジョン・マッケンロー（1980年代）
- タモリ（ユンケル黄帝液のCM契約が2001年10月頃に切れた後の翌年2002年5月頃からCMキャラクターに就いた。）
- 森泉（アセスE・2008年11月 - ）
- 藤田寛之
- 春風亭昇太